# ریتسنویندورف-شتاکوو
ریتسنویندورف-شتاکوو (به آلمانی: Rietzneuendorf-Staakow) یک شهر در آلمان است که در دامه-اشپریوالد واقع شده‌است. ریتسنویندورف-شتاکوو ۶۷۰ نفر جمعیت دارد.